# فوزل آن بيب

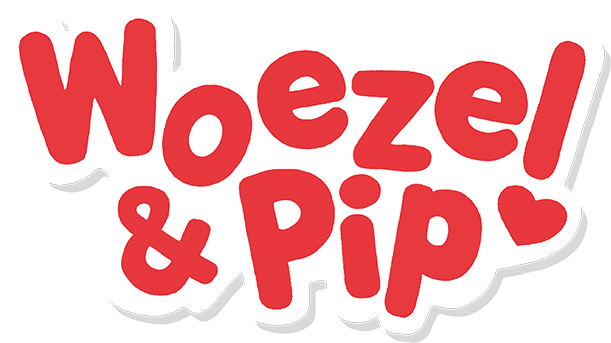

فوزل آن بيب هو عنوان سلسلة كتب أطفال هولندية تحوي قصص قبل النوم. قامت بتأليفها خوسيا فوزتوف- نيدرهورست. فوزل وبيب هما كلبان صديقان. وهذه السلسلة حوت 5 كتب آخرها كان عام 2009:
- فوزل آن بيب: «في الحديقة المسحورة» (2005) In de Tovertuin
- فوزل آن بيب: «أحسن الأصدقاء» (2006) Beste Vriendjes
- فوزل آن بيب: «في الأجازة» (2007) Op Vakantie!
- فوزل آن بيب: «هنا الحديقة المسحورة» (2008) Hier is de Tovertuin!
- فوزل آن بيب: «يوم واحد فقط» (2009) Zomaar een dag..

وقد حققت هذه السلسلة من الكتب نجاحاً ساحقاً في عالم كتب الأطفال الهولندية، لكن لم تستطع الكاتبة أن تتمتع بهذا النجاح فقد توفت إثر إصابتها بسرطان الثدي عام 2004. وقام زوجها ديناند فوزتوف بإنشاء مؤسسة تحمل اسمها عام 2007. التي تحيي ذكرى الأم الروحية لهذه الكتب. وجزء من عائدات هذه الكتب والمقالات تذهب لهذه المؤسسة وتنفق على الأطفال ذوى الاحتياجات الخاصة. كل كتب فوزل وبيب تحوي أربع قصص مصورة وأربع قصص مطولة للقراءة قبل النوم. ثم في آخر الكتاب يحوى قرصاً مدمجاً به موسيقى أو قصص لقبل النوم.ومنذ عام 2010 تم تحويل هذه القصص إلى رسوم متحركة.